# ادغالة (أولاد حمو)
ادغالة هو دُوَّار يقع بجماعة الدريوش، إقليم الدريوش، جهة الشرق في المملكة المغربية. ينتمي الدوّار لمشيخة أولاد حمو التي تضم 12 دوار. يقدر عدد سكانه بـ 3631 نسمة حسب الإحصاء الرسمي للسكان والسكنى لسنة 2004.

## روابط خارجية
- البوابة الوطنية للجماعات الترابية
- المندوبية السامية للتخطيط